# 非洲童軍區 (世界童軍運動組織)

非洲區的會員與潛在會員。

非洲童軍區（英語：Africa Scout Region）為世界童軍運動組織世界童軍局的分區辦事處，總部位於肯亞奈洛比，於南非開普敦與塞內加爾達喀爾設有分支辦事處。非洲區主要服務撒哈拉以南非洲與鄰近島嶼的世界童軍運動組織童軍組織成員。目前此區擁有35個國家童軍組織與11個潛在會員。目前在非洲的已登記童軍會員約有100萬人，據推測此區可能還有大約2倍的童軍人口。由於諸多原因，部分大型國家如馬利、幾內亞比索與中非共和國以及多個小型國家，目前還不是世界童軍運動組織的成員。
此區所對應的組織為世界女童軍總會非洲區。

## 全非洲區童軍大露營
此區曾於多個所屬國家，舉辦或贊助全區大露營。歷屆舉行的大露營如下：
- 第1次全非洲大露營：1976年，尼日喬斯希爾丘陵（英语：Shere Hills）[1]。
- 第2次全非洲大露營：1989年，烏干達卡茲（英语：Kaazi）[2]。
- 第3次全非洲大露營：1994年，迦納[3]。
- 第4次全非洲大露營：2000年8月9日至19日，肯亞奈洛比羅阿倫童軍營地與國家公園（Rowallan Scout Camp and Jamhuri Park）[4]。
- 第5次全非洲大露營：2006年7月21日至31日，莫三比克。
- 2012年第6次非洲大露營：2012年7月28日至8月5日，蒲隆地。